# UFO, alerte dans l'espace
Pour les articles homonymes, voir UFO.
UFO, alerte dans l'espace ou Alerte dans l'espace au Québec (UFO) est une série télévisée britannique en 26 épisodes de 48 minutes créée par Gerry et Sylvia Anderson et diffusée entre le 16 septembre 1970 et le 15 mars 1973 sur le réseau ITV.
La série a été doublée au Québec et a été diffusée à partir du 16 novembre 1971 à la Télévision de Radio-Canada et rediffusée à partir de septembre 1977 à Télé-Métropole et les stations du réseau Pathonic. Elle a été diffusée durant le premier trimestre 1972 sur TMC et sur une chaine française, à partir du 9 mai 1987 sur TF1, dans l'émission Temps X, présentée par les frères Bogdanoff.

## Synopsis

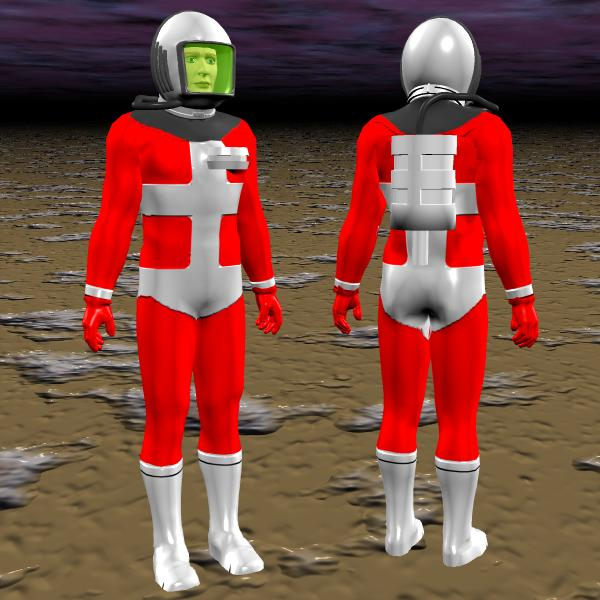
Représentation de deux extraterrestres de la série.

En 1980, la Terre est menacée d'invasion par une race extraterrestre en voie d'extinction. Seule une organisation secrète militaire appelée le SHADO (Supreme Headquarters Alien Defence Organization), dont le quartier général est camouflé sous les studios de cinéma Harlington-Straker en Angleterre, peut empêcher cette invasion. Pour cela, cette organisation dispose d'une base lunaire, d'un véhicule amphibie à la fois sous-marin et avion (SkyDiver) et de véhicules tout-terrain d'intervention (Shado Mobile).

## Distribution
- Ed Bishop (VQ : Léo Ilial) : Général Ed Straker
- Michael Billington (VQ : Ronald France) : Colonel Paul Foster
- Gabrielle Drake : Lieutenant Gay Ellis
- Dolores Mantez (en) : Lieutenant Nina Barry
- Vladek Sheybal : Dr Doug Jackson
- George Sewell (VQ : Robert Rivard) : Colonel Alec Freeman
- Lois Maxwell : Melle Helland,  secrétaire du général Straker
- Keith Alexander (en) : Lieutenant Keith Ford
- Antonia Ellis : Joan Harrington
- Gary Myers (en) (VQ : Benoît Marleau) : Capitaine Lew Waterman
- Jon Kelley : Ingénieur du vaisseau Skydiver
- Wanda Ventham (en) (VQ : Arlette Sanders) : Colonel Virginia Lake
- Grant Taylor : Général James Henderson

 Source et légende : version québécoise (VQ) sur Doublage.qc.ca

## Épisodes
1. Identifié (Identified)
2. Le Projet Foster (Exposed)
3. Les Dix Vies du chat (The Cat with Ten Lives)
4. Déchets dans l'espace (Conflict)
5. Une question de priorités (A Question of Priorities)
6. Pouvoirs psychiques (ESP)
7. Tuez Straker ! (Kill Straker!)
8. Alerte sous les mers (Sub-Smash)
9. Destruction (Destruction)
10. L'Invité inattendu (The Square Triangle)
11. L'Agrandissement (Close-Up)
12. Super pouvoirs (The Psychobombs)
13. Sauvetage (Survival)
14. Hallucinations (Mindbender)
15. Plan de vol (Flight Path)
16. L'Homme qui était revenu (The Man Who Came Back)
17. Boules de feu (The Dalotek Affair)
18. L'Arrêt du temps (Timelash)
19. L'Épreuve (Ordeal)
20. Cour martiale (Court Martial)
21. Reflets dans l'eau (Reflections in the Water)
22. L'Affaire de l'ordinateur (Computer Affair)
23. Naissance d'un fils (Confetti Check a OK)
24. Le Bruit du silence (The Sound of Silence)
25. Un poste à responsabilités (The Responsability Seat)
26. Le Long Sommeil (The Long Sleep)